# هرگز بوسیده نشده
هرگز بوسیده نشده (به انگلیسی: Never Been Kissed) فیلمی محصول سال ۱۹۹۹ و به کارگردانی راجا گاسنل است. در این فیلم بازیگرانی همچون درو بریمور، دیوید آرکت، میشل وارتان، لیلی سوبیسکی، جرملی جردن، مالی شنون، گری مارشال، جان سی ریلی، جسیکا آلبا، جردن لاد، مارلی شلتن، جیمز فرانکو، ماریسا جرت وینوکر، جوزپه اندروز، اکتاویا اسپنسر، کرس ویلیامز، شان والن، مارتا هکت ایفای نقش کرده‌اند.